# Contrasto (gruppo musicale)
I Contrasto sono un gruppo hardcore punk italiano formatosi a Cesena nel 1996. Il loro suono viene spesso accostato alla prima scena hardcore punk italiana di matrice anarchica.

## Storia del gruppo
I Contrasto si formano a Cesena nel 1996 dalle ceneri di due precedenti gruppi del cesenate, i Megarissa ed i Reazione, entrambi gruppi nati nei centri sociali. Con questa formazione il gruppo produce sul proprio marchio MVDS Autoproduzioni, il loro primo EP su 7" dal titolo Dentro le mura (1997) e il primo EP su 10" dal titolo Stabilità Precaria. È in seguito a quest'ultimo che il gruppo individua alcuni punti cardine della propria poetica che li contraddistinguerà da qui in poi: "posizione politica come necessità prioritaria di confronto sul quotidiano" ed il "suono inteso come vettore di comunicazione a supporto della parola/azione"
Nel 2001 co-producono il loro primo album dal titolo Statico Senso assieme all'etichetta/distributore Agipunk di Bologna.
Dal 2000 al 2008 hanno condiviso l'occupazione di “Al Confino squat” in località Pontecucco di Cesena.
Dal maggio 2008, in seguito allo sgombero di “Al Confino squat”, l'attività politica del gruppo prosegue con la gestione dello spazio anarchico libertario “Sole e Baleno”, attivo a Cesena dal novembre 2009, e all'interno del collettivo di autogestione del Csa Capolinea a Faenza.
Nel corso degli anni hanno suonato in posti occupati e centri sociali di tutta Italia e di gran parte d'Europa.

## Formazione

### Formazione attuale
- Max - voce (dal 1996)
- Stiv - basso
- Nik - chitarra
- Tommo - chitarra (dal 2010)
- Teo - batteria (dal 2010)

### Ex componenti
- Enrico - batteria (1996-2004), chitarra (2005-2010)
- Morone - batteria (2005-2010)
- Andrea - basso (1996-1998)
- Kekko - chitarra (1996-1998)

## Discografia

### Album in studio
- 2001 - Statico senso (LP, Agipunk, MVDS)
- 2005 - Sentenza/condanna di vuota comparsa (LP, Agipunk, Rebound Action, Equal Rights, Messaggio 8)
- 2012 - Tornare ai resti (LP, MVDS Autoproduzioni, NKTN Rehorz, Dischirozzi, Equal Rights, Kalashnikov Collective, L'Oltraggio Autoproduzioni, A'rraggia, Furiosi E Selvaggi HC, Totentanz Diy, Anfibio Records, Obdura Distro, Klas Production, Death Crush, Cose Turche, Antenora Distribuzioni, Rimini HC, Black Years And Depression, Eclisse Autoproduzioni, Tifiamo Rivolta Autoproduzioni, Solezenith)
- 2018 - Politico personale (LP, D.I.Y)
- 2021 - Visto per censura (Libro+CD, D.I.Y.)
- 2023 - Solo per te (LP, D.I.Y.)

### 7" ed EP
- 1997 - Dentro le mura (7”, MVDS)
- 1998 - Stabilità precaria (10", MVDS)

### Split
- 1999 - Il controllo sociale (split 7” w/ Altro - MVDS)
- 1999 - Assassini (split 10” w/ Roid - MVDS)
- 1999 - Per non dimenticare (split 7” w/ Alter-Azione - Korto Cirkuito, MVDS)
- 2004 - Repressione (split 7” w/ Sin Dios - Agipunk)
- 2004 - Guerra (split 7” w/ Acao Direta - Peculio Discos)
- 2006 - Rabbia trafigge immobile resa (split LP w/ Nagasaki Nightmare - Total Dissent Records)
- 2008 -  Insurrezione (split 7” w/ Affluente - NKTN Rehorz, Sidi Records, RNHC, Tanti Saluti E Baci, Deny Everything (2), Basura, Accidia HC, PMC Columna Hardcore, Epidemic Records (4), Denial Of Service, Rebound Action, Equal Rights, Heresia Records, Cose Turche, Solezenith, Punk4free, Piccole Speranze, Porrozine, Tumulto Perturbato, El Paso, Cotidie Mori, C.O.P.S.A. Records, No Flags Records)
- 2009 - La poesia è azione (split 7” w/ LeTormenta - A'Rraggia, Grezzi & Feroci Records, Antispecismo Anarchico, Tanti Saluti E Baci, Cotidie Mori, Enduring Freedom, Cantinetta Record, Sonos AF.D.A., Cose Turche, Deny Everything (2), Iconoclast Records, Korto Cirkuito, Death Crush, MVDS Autoproduzioni)
- 2014 - Come il soffitto di una chiesa bombardata (split 10” w/ Kalashnikov - Anfibio Records, Black Fire Records, Calimocho autoproduzioni, Chaos Rurale Records, Cose Turche, Deathcrush distro, Equal Rights, MVDS A-Distribuzioni, NKTN Rehorz, Obdura distro, UshiroDaKobo, Still Breathing, Forever True records, Fra il di e il fa autoproduzioni, Tifiamo Rivolta records, El Paso)
- 2023 - Vecchia scuola (split 7" w/ Tear Me Down - Hellnation/Radiopunk)

### Altro
- 1997 – Contropotere (K7, live)
- 1998 - C.S.A. Ex-Emerson–Firenze 18/04/1998 (K7, live)
- 1999 - C.S.O.A. El Paso-Torino 22/05/1999 (CD, live)
- 2004 - Udariti (K7, Twisted Justice)
- 2010 - Statico senso Limited Edition (LP, MVDS)

### Compilation
- 2012 - Inerzia della catastrofe (w/ LeTormenta, Neid, Ludd, CGB, Affluente)
- 2012 - Punk4Free Compilation #1 (2xCD, Punk4Free, |A-BeSTiAL PRoDuCTiOnS|, Annoying Records, Antenora Distribuzione, BEERxEADG, BurningBoards!, Enduring Freedom, EVA DIY, Fight Or Fight Records, Gusto Rana! Production, Gustosissimo, Heresia Records, Impeto Records, Kalashnikov Collective, Menti Inquinate, Polluted Ideas, Ratto Recordz, Rof-Distro-Record, Sirboni Records, SpeeD-Up Agency, Tanto Di Cappello Records, Teresina Produzioni, Tifiamo Rivolta Autoproduzioni)